# 47 ронинов (фильм, 2013)
«47 ронинов» (англ. «47 Ronin») — фэнтезийный драматический боевик режиссёра Карла Эрика Ринша в формате 3D. В главной роли Киану Ривз. Премьера в США состоялась 25 декабря 2013 года, в России — 1 января 2014.
Съёмки фильма начались 14 марта 2011 года и проходили в Будапеште, Лондоне, Японии и на острове Скай. Фильм получил негативные отзывы критиков и провалился в прокате. Несмотря на это, в 2020 году было объявлено о съёмках сиквела, которые завершились в 2021 году: сиквел под названием «Клинок 47 ронинов» вышел на Netflix в 2022 году.

## Сюжет
Сюжет написан по мотивам японского народного предания о 47 самураях, которые, потеряв своего господина, дали клятву - отомстить за его гибель, несмотря на то, что их за это ждал смертный приговор.
Во время охоты Асано  — лорд округа Ако — находит мальчика Кая, покрытого шрамами, и берёт его с собой. Спустя много лет в округе готовятся к приезду сёгуна, но местные леса терроризирует опасный монстр. Лорд Асано со своими самураями отправляется на охоту на него, монстр нападает на одного из самураев, но его спасает Кай. Лорд Асано хвалит самурая за то, что он победил монстра, но только Оиси понимает, кто на самом деле этого монстра убил. В это время Лорд Кира вынашивает план, чтобы заполучить владения Ако. В этом ему помогает ведьма, которая устроила нападение монстра на лорда Асано. Тем временем сёгун приезжает к Асано вместе с лордом Кира, и Кай видит женщину с одним карим и одним голубым глазом, как у волка, которого он видел в лесу во время нападения монстра.
Самураи готовятся  к ритуальному бою, на котором должны сразиться два лучших самурая - Киро и Асано, но в это время самурай Асано был подвёргнут заклятию, и не был в состоянии сражаться. Тогда Кай, надев его доспехи, решает выйти против самурая Киры, чтобы на Асано не лёг позор. Самурай Киры побеждает, и в этот момент с Кая падает шлем и все понимают, кто он. Сёгун в ярости приказывает убить лжеца, но его закрывает собой Мика - дочь лорда Асано. Сёгун приказывает наказать полукровку, люди Оиси избивают его палками. Ночью ведьма накладывает заклятие на лорда Асано, из-за чего ему мерещатся монстры, и он нападает на спящего Кира. Сёгун за нарушение гостеприимства приговаривает его к смерти, разрешив совершить сеппуку, чтобы сохранить честь рода. 
Сёгун запрещает самураям мстить за смерть господина и нарекает их Ронинами - самураями без хозяина, а Мику он отдает в невесты Кире, разрешив ей выдержать годовой траур по отцу. Пока он будет длиться, она будет находиться у Кира. Владения Ако передаются под покровительство Кира, который сразу же изгоняет самураев за пределы Ако и запрещает возвращаться под страхом смерти.
Проходит год. Оиси, всё это время находящийся в клетке, возвращается домой, где прощается с женой и решает отомстить за смерть хозяина. Он находит корабль голландцев, куда был продан Кай, и помогает ему бежать.

## В ролях
| Актёр                | Роль                            |
| -------------------- | ------------------------------- |
| Киану Ривз           | Кай                             |
| Таданобу Асано       | лорд Кира Ёсинака               |
| Хироюки Санада       | каро Оиси Ёсио Кураносукэ       |
| Мин Танака           | лорд Асано Наганори             |
| Ко Сибасаки          | Мика дочь лорда Асано           |
| Кэри-Хироюки Тагава  | сёгун Токугава Цунаёси          |
| Дзин Аканиси         | Оиси Тикара сын Ёсио Кураносукэ |
| Ринко Кикути         | ведьма Мидзуки                  |
| Масаёси Ханеда       | Ясуно                           |
| Харука Абэ           | служанка Мики                   |
| Йорик ван Вагенинген | Капитан                         |
| Того Игава           | повелитель тэнгу                |
| Юрири Нака           | Ика                             |
| Рик Дженест          | мастер                          |

## Саундтрек
В официальных трейлерах фильма звучат следующие композиции:
1. «Superhuman» — Kill the fear
2. «Phantom Power» — Time Bomb
3. «Immediate Music» — Def Con